# Zaplatycerus planiscutellum
Zaplatycerus planiscutellum är en stekelart som beskrevs av Kerrich 1978. Zaplatycerus planiscutellum ingår i släktet Zaplatycerus och familjen sköldlussteklar. Inga underarter finns listade i Catalogue of Life.